# Американски нинджа 5
„Американски нинджа 5“ (на английски: American Ninja V) е американски екшън филм от 1993 година с участието на Дейвид Брадли в главната роля.

## Любопитно
Филмът първоначално не е предвиден да бъде част от поредицата „Американски нинджа“. Cannon Group го наименува „Американски Дракони“ (American Dragons), като така е и рекламиран, но точно преди премиерата е решено името на филма да бъде „Американски нинджа 5“. Това обяснява защо Дейвид Брадли играе Джо Касъл - различен персонаж от Шон Дейвидсън, който Брадли играе в Американски нинджа 3 и Американски нинджа 4.

## Филми от поредицата за „Американски нинджа“
Поредицата „Американски нинджа“ включва 5 филма:
- „Американски нинджа“ (1985)
- „Американски нинджа 2“ (1987)
- „Американски нинджа 3“ (1989)
- „Американски нинджа 4“ (1990)
- „Американски нинджа 5“ (1993)